# Лялиус
Ля́лиус (лат. Trichogaster lalius) — вид пресноводных лабиринтовых лучепёрых рыб из семейства макроподовых (Osphronemidae). Обитает в реках Индии (Бенгалия, Ассам). Встречается в мягких, прогретых солнцем водах. Любят держаться в густых зарослях. Распространённая аквариумная рыба.
Лялиус был описан в 1822 году шотландским зоологом Фрэнсисом Бьюкенен-Гамильтоном и впервые завезен в Европу в 1869 году. В 1874 году был завезен в Париж для известного рыбовода и пионера аквариумистики Пьера Карбонье (Pierre Carbonnier), но крупная поставка рыб была осуществлена немецкими фирмами позднее, в 1903 году.

## Внешний вид
Лялиус вырастает в длину до 5—6 см.
Тело высокое, овальное, сжатое с боков. Спинной и анальный плавники имеют длинное основание. У самок концы плавников более округлые, у самцов — заострённые. Самцы немного крупнее и ярче самок. Брюшные плавники-лучи расположены впереди грудных. Вдоль всего тела чередуются поперечные красные и сине-зеленые полосы, продолжающиеся и на плавниках. Спинной, анальный и хвостовой плавники имеют красную кайму. Самки серовато-зеленые с более бледными полосами.

## Размножение

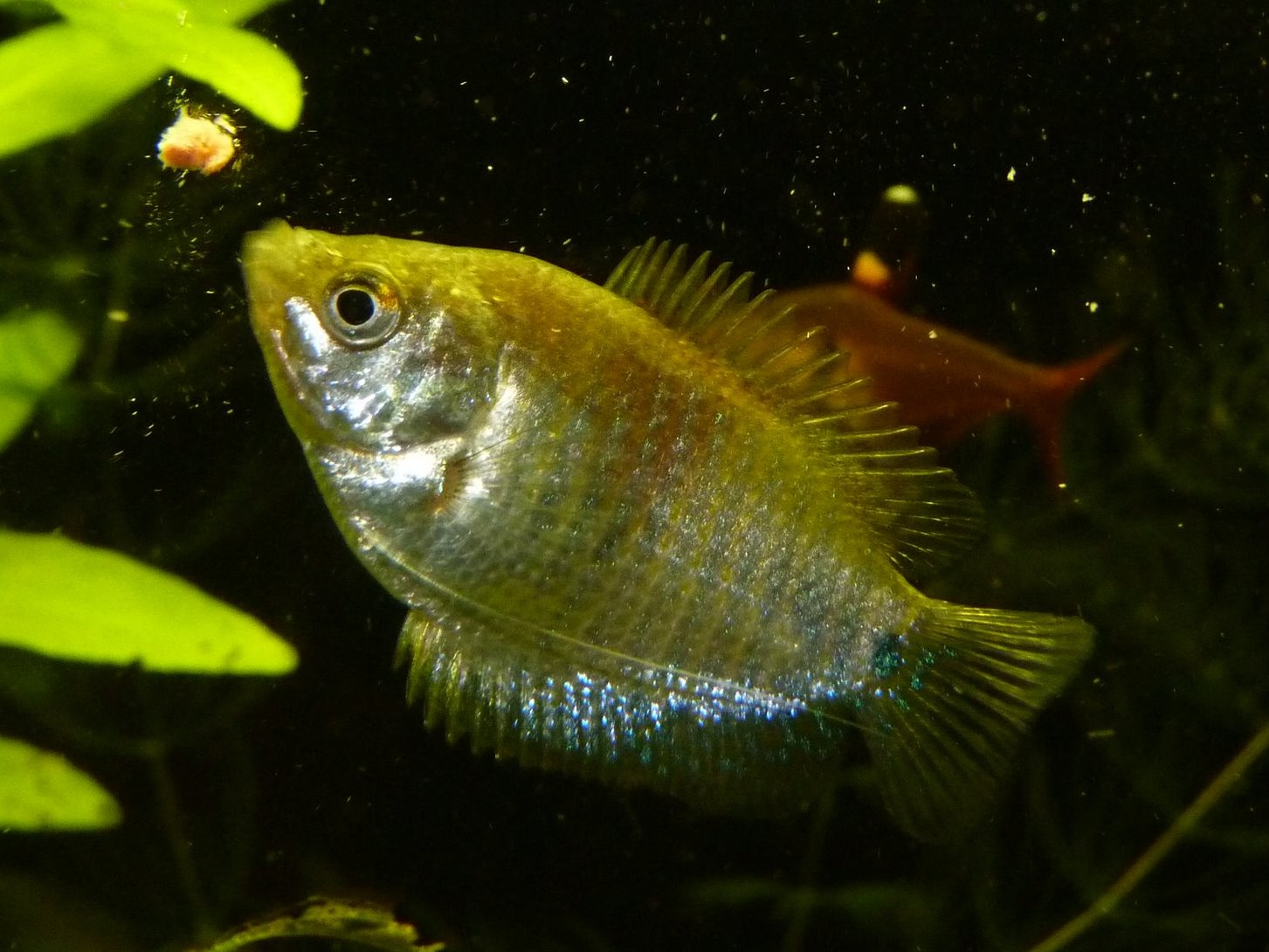
Самка

Половозрелость наступает в возрасте 4-5 месяцев.
Как и другие представители семейства, самцы строят у поверхности пенные гнёзда, используя плавающие растения. Самки очень плодовиты. Мелкие икринки с большим содержанием жира поднимаются к поверхности, где самец собирает их в гнездо. Вода pH 6,5-7,0, dGH 10°, dKH до 2°, температура воды в обычное время от 18 до 24° во время нереста строго 22-24. На нерест рыб сажают парами, минимальный объём нерестилища — не менее чем 6-и литровые сосуды. В некоторых случаях самка бывает не готова к нересту и самец начинает гонять её по аквариуму и бить. В случае, если самка не сможет укрыться от преследования самца, она может погибнуть.
Самка откладывает в пенное гнездо до 600 икринок. После икрометания самку следует отсадить. Инкубационный период продолжается от 24 до 48 часов. Выклюнувшиеся личинки продолжают оставаться в гнезде ещё 4-5 суток, всё это время самец находится около гнезда и охраняет их. Если личинки выпадают из гнезда, он собирает их ртом и возвращает обратно.
После того, как мальки начнут плавать самца следует отсадить. Первые две недели малькам требуется принудительная аэрация в аквариуме — это существенно поднимет выживаемость. Мальки лялиуса очень мелкие, поэтому стартовым кормом для них может служить — лабораторная монокультура инфузорий (род Paramecium), коловратки и самые мелкие науплии циклопов, желток круто сваренного куриного яйца. Можно давать комбинированный сухой корм SERA BABY. После 10 дней интенсивного вскармливания мальков можно переводить на кормление артемией. Молодые рыбы растут неравномерно и медленно. Вся подрастающая молодь, подобно самкам, окрашена невзрачно, и лишь после появления оранжево-красных косых полос у самцов, их можно отличить от самок.

## В аквариумистике

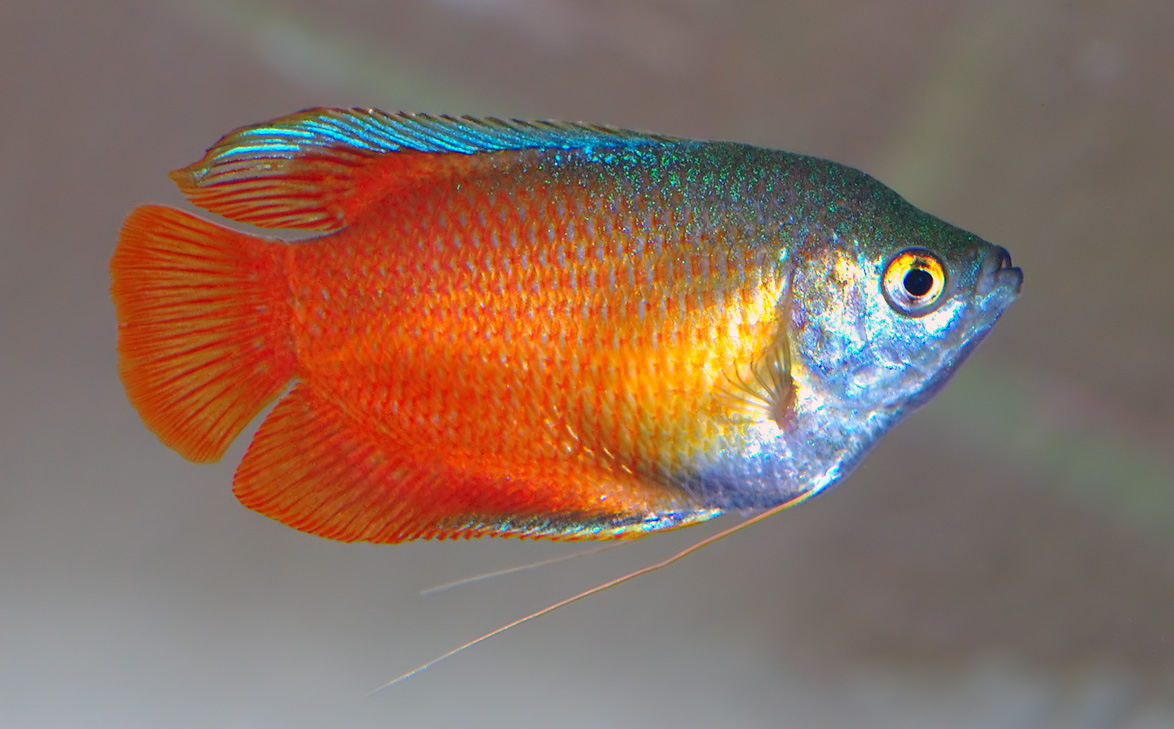
Красный лялиус

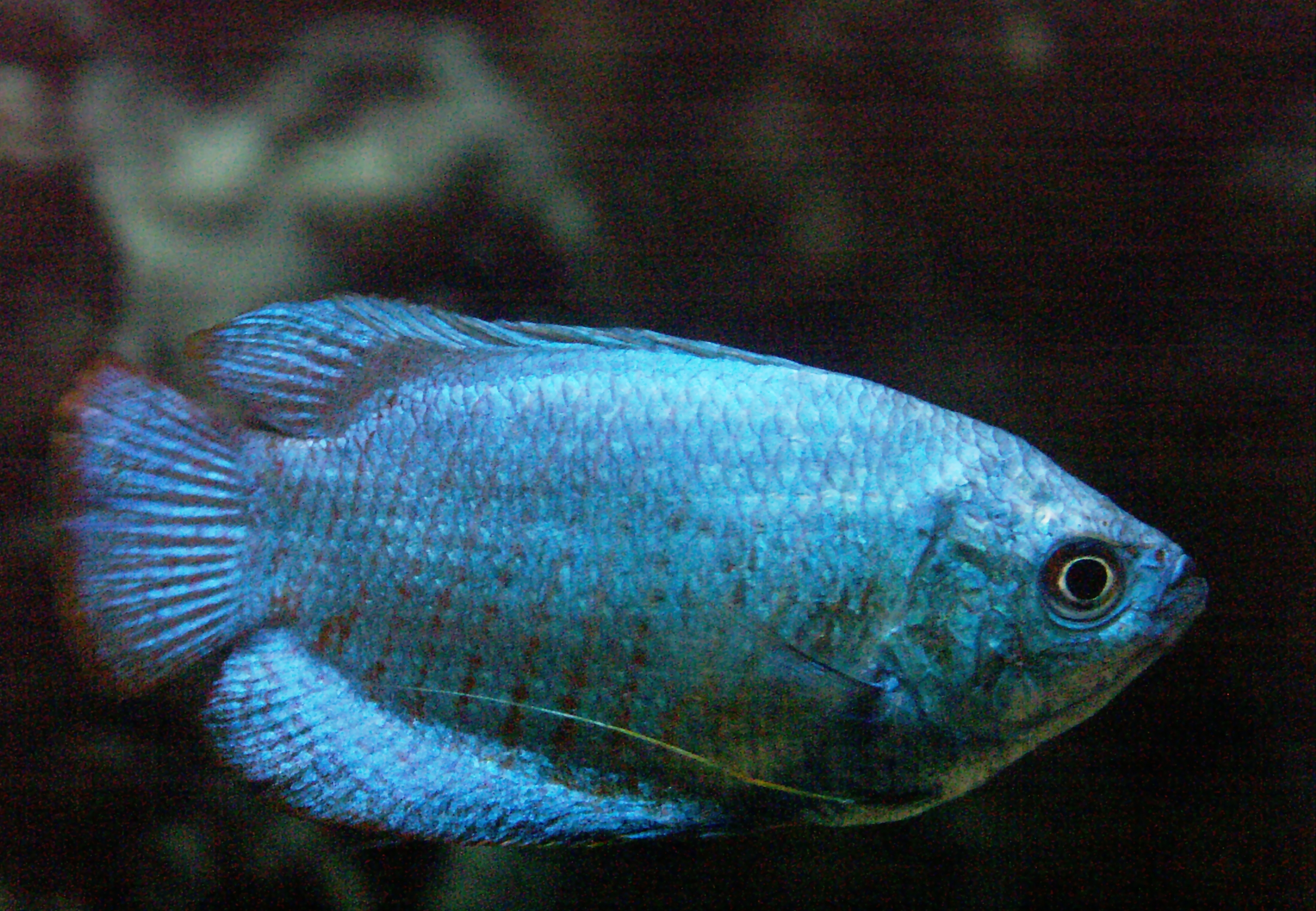
Кобальтовый лялиус

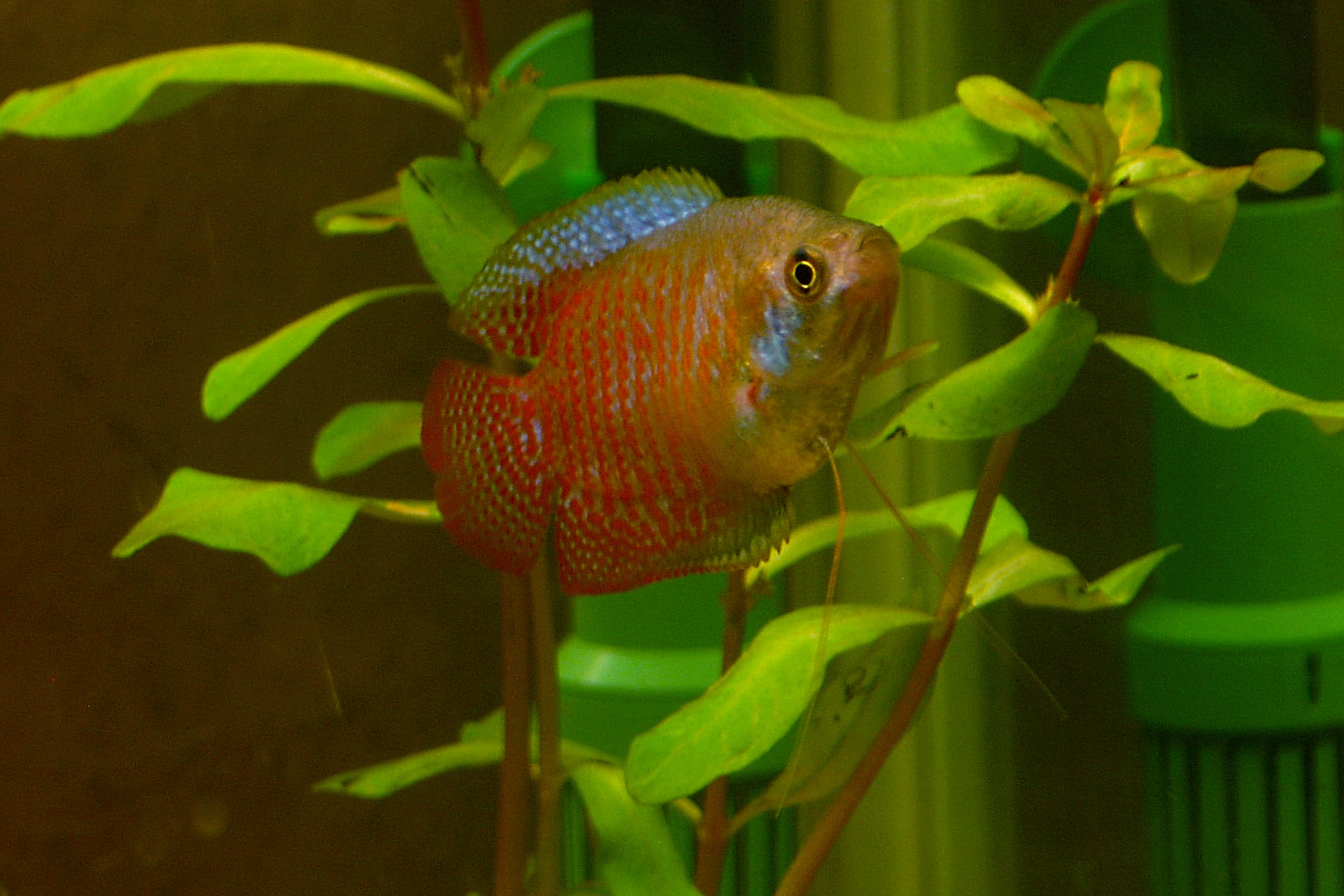
Красный неоновый лялиус

В 1979 году в аквариумах западногерманских специализированных магазинов появились лялиусы интересной мутации под торговым названием «красный лялиус». Самцы этой формы окрашены в красно-багряные тона, спина и голова бирюзово-голубые. Имеется также и голубая форма лялиусов.
Лялиус имеет большое количество введённых различных цветовых морф. Все они окрашены очень ярко. У классического и кобальтового лялиусов основной фон тела голубой. По бокам расположены вертикальные ярко-красные полосы разной ширины, которые заходят на анальный и хвостовой плавники. Брюшные плавники и грудь — красного цвета. Спинной плавник и жаберные крышки — голубого цвета. У лялиуса красного окраса общий тон тела красный, причём красный цвет становится более насыщенным по направлению от головы к хвосту. Спинной плавник голубого цвета. Встречаются окрасы:
- Классический
- Красный
- Кобальтовый
- Зелёный
- Красный неоновый
- Радужный

В 1979—1980 годы в продаже появились селекционные формы лялиусов — красная без полос с голубым спинным плавником и голубая с обратной окраской. Породы эти нестабильны, насыщенность окраски не всегда хорошая, часто без специального кормления гормонами они понемногу возвращаются к основной окраске вида. При разведении эти породы в первом поколении дают окраску обычных лялиусов, а во втором рецессивная окраска породы проявляется у некоторых самцов.

### Условия содержания
Colisa lalia хорошо развиваются в мелких, теплых и хорошо заросших растениями аквариумах. Для пары лялиусов достаточно иметь аквариум объёмом 15-20 литров. Нуждаются в температуре воды не ниже 20 °C. Химический состав воды особого значения не имеет. Как и у остальных рыб данного семейства, у лялиусов есть лабиринтовый орган, позволяющий жить в бедных кислородом водоёмах. Общее освещение аквариума должно быть ярким. Грунт рыбки предпочитают темный. Аквариум рекомендуется накрывать крышкой, чтобы лялиусы, которые дышат атмосферным воздухом, не простудились, если температура в комнате прохладная.
Рыбы мирные и довольно пугливые. Не стоит сажать их с барбусами и петушками, так как те могут обрывать их плавники и забить до смерти. Всеядны, но предпочитают живой корм, рекомендуются растительные подкормки (салат, шпинат, водоросли). Могут брызгать водой, сбивая пролетающих мимо насекомых.